# El huésped del Sevillano
El huésped del Sevillano és una sarsuela en 2 actes, amb llibret de Enrique Reoyo i Juan Ignacio Luca de Tena i música de Jacinto Guerrero, estrenada al Teatro Apolo de Madrid, el 3 de desembre de 1926. L'estrena a Barcelona es va produir el 17 de desembre del mateix any, al Teatre Eldorado.